# Alagón del Río
Alagón del Río là một đô thị trong tỉnh Cáceres, Tây Ban Nha. Đô thị này có diện tích là 13,82 ki-lô-mét vuông, dân số năm 2013 là 889 người với mật độ 64,33 người/km². Đô thị này có nằm cách 85 km so với tỉnh lỵ Cáceres.